# Chơ Chun
Chơ Chun is een xã in het district Nam Giang (Quảng Nam), een van de districten in de Vietnamese provincie Quảng Nam.
Chơ Chun is een nieuwe xã in Nam Giang, nadat het op 11 januari 2011 werd afgesplitst van La Êê. Chơ Chun heeft ruim 900 inwoners.